# Trdnjava Alcázar, Toledo
Trdnjava Alcázar (španščini: Alcázar de Toledo) je kamnita utrdba, ki stoji na najvišjem delu Toleda, Španija. Uporabljala se je kot rimska palača v 3. stoletju in bila ponovno vzpostavljena pod Karlom I. (Svetim rimskim cesarjem Karlom V.) in njegovim sinom Filipom II. Španskim v 1540-tih. Leta 1521 je bil Hernán Cortés prejet pri Karlu I. v Alcázarju po tem, ko je osvojil Azteško ozemlje.
Njegov privilegiran položaj je strateško zelo pomemben, kar so izkoristili različni narodi, ki so se naselili v Toledu. Ime izvira iz arabščine, kjer Al Qasr pomeni »trdnjava«; tudi iz Al-Quasaba pomeni »kraj prebivanja vladarja«.

## Zgodovina

### Ustanovitev
V 3. st. je bila rimska palača sedež pretorja ali sodnika. V času vizigotskega kralja  Leovigilda je v letu 568 postal sedež glavnega mesta. V bližini »kraljeve rezidence« je bila zaključena gradnja cerkve Santa Leocadia, imenovana pretorienses, zaradi bližine palače. Menijo, da sta bila v tej cerkvi pokopana kralj Wamba in Recesvinto (tudi Hindasvint). V času muslimanske zasedbe sta tukaj delovala Abd al-Rahman II. v 836 in Ab da Rahman III. v 932.

### Širitev
Obnovljen in razširjen je bil v času Alfonza VI. Kastiljskega, njegovega naslednika Alfonza VII. Leónskega in Alfonza VIII. Kastiljskega. Ferdinand III. Kastiljski ga je bistveno polepšal. Alfonz X. Kastiljski je uspel združiti tri kulture, ki so živele v Toledu - judovsko, arabsko in krščansko pod slavno Toledsko šola za prevajalce, ki je zaključila vzhodno fasado, zgradili pa so tudi štiri kvadratne stolpe, ki tvorijo štiri vogale stavbe.
Od 14. stoletja, ko je skoraj izginila muslimanska grožnja, je imel pod dinastijo Trastamara vlogo kraljevskega prebivališča. 
Ko je se Karel I. Španski iz Nemčije vrnil v Španijo, je sklical leta 1525 Cortes v Toledu in ostal v Alcázarju. Leta 1535 je naročil arhitektom Alonsu de Covarrubiasu, Franciscu de Villalpandu in Juanu de Herreri, da so izdelali načrt za kompaktno, zaprto stavbo, organizirano okoli pravokotnega dvorišča, z dvema nivojema obokov in s korintskimi stebri. Alonso de Covarrubias je zgradil severno fasado, Juan de Herrera pa južno. Preprosta fasada je razdeljena v tri nadstropja z okni, okoli katerih je kraljevsko okrasje in velik ščit na vratih, ki odraža moč lastnika. Ob smrti Villalpanda, je dela izvedel Juan de Herrera. Vtis naredi stopnišče, kasneje razširjeno pod vladavino Filipa II. Španskega. Alcázar je bil začasno prebivališče vdove kraljice Mariane Avstrijske (vdove Filipa IV.) in Marie Anne iz Neuburga (vdove Karla II.)

### Požari
Med vojno za špansko nasledstvo je Alcázar utrpel svoj prvi požar s strani avstrijskih sil v letu 1710. To je bil prvi požar v seriji. Leta 1774 je kardinal Lorenzana predlagal njegovo obnovo, ki je potekala pod vodstvom arhitekta Ventura Rodrígueza. Ko je bil obnovljen, se je vanjo naselila Kraljeva hiša usmiljenja (Real Casa de Caridad). Invazija Napoleona Bonaparta in dogodki, ki so nastopili 2. maja 1808 v Madridu, med vojno za špansko samostojnost, so zelo vplivali na Alcázar. 31. januarja 1810 je zaradi topniškega obstreljevanja Alcázar doživel drugi požar. Na srečo glavno stopnišče ni utrpelo prevelike škode. Mnogo let kasneje, leta 1887, je Alcazar utrpel tretji požar, ki se je začel v knjižnici in se hitro razširil po vsej stavbi in jo skoraj v celoti uničil.

### 19. in 20. stoletje
Kraljica Izabela II. Španska je v Alcázar namestila Colegio de Infantería. V tistem času so bile potrebne študije za obnovo stavbe, a je politična revolucija leta 1854 ustavila delo. Leta 1867 je Toledo prejel veselo novico, da se bo palača obnovila in delo se je začelo 2. julija istega leta. Naslednje leto -1868- je potekala revolucija, ki je strmoglavila kraljico Izabelo II. in posledično so se dela upočasnila. Ko je bila obnova končana, je postala zgradba znana po svojih lepih salonih: Kraljeva soba, Dvorana Honor in Mavrska dvorana. Dvorana Honor ima poslikan strop s štirimi znanimi zgodovinskimi dogodki Karla I.: vstop v Rim in Tunizijo, Bitka pri Mühlbergu in njegov intervju s kraljem Francem I. Francoskim. Leta 1878 se je preselila v Alcázar Pehotna akademija. Okronana rekonstrukcija kipa Karla I. je bila postavljena v sredino dvorišča, kip iz ulitega brona, delo Leone Leonija, ki je ohranjen v kraljevi palači, stoji na baročnem kamnitem podstavku.

### Alcázar kot »telegrafski stolp«
V sredini devetnajstega stoletja je Ministrstvo za notranje zadeve, v času vladavine Izabele II. Španske, vgradila stolp (po pričevanju Manuela de Assasa leta 1848) s telegrafskim mehanizmom za prejemanje in pošiljanje kodiranih sporočil v Madrid in Cadiz in druge pomembne kraje. Njegovo delovanje je trajalo med letoma 1848-1857.

### Španska državljanska vojna
Med špansko državljansko vojno je polkovnik José Moscardó Ituarte branil stavbo proti španskim republikanskim silam, ki so oblegale Alcázar. Moscardó je zavrnil predajo. Sodobna poročila navajajo, da so potem republikanci umorili Moscardóvega sina Luisa. Drugi zgodovinarji so poročali, da je bil Luis v resnici ustreljen do mesec dni pozneje »v povračilnih ukrepih za letalski napad«. Dramatična zgodba prikriva tudi dejstvo, da je bila usoda številnih moških talcev, večinoma iz Guardia Civil na začetku obleganja, nejasna. Vsaj en novinar, ki je obiskal Alcazar takoj po osvoboditvi, je videl številne zapornike priklenjene na ograjo v kleti.
Dogodki v španski državljanski vojni so iz Alcázarja naredili simbol za španski nacionalizem in navdihnili poimenovanje El Alcazar za skrajno desni časopis, ki je začel izhajati v času državljanske vojne in končal v času španskega prehoda v demokracijo, kot glasilo búnkerjev, skrajno desne frakcije, ki je nasprotovala reformi po smrti Francisca Franca.
Do konca obleganja, je bila stavba hudo poškodovana. Po vojni je bila obnovljena in je zdaj urejena kot hiša Biblioteca Autonómica (Regionalna knjižnica Kastilje - Manče) in Vojaški muzej (Museo del ejército), prestavljen iz Salon De Reinos v Madridu na Alcázar.

## Zanimivosti
- V stenah Alcázarja še vedno lahko vidimo sledi strelov iz španske državljanske vojne.
- Hiša Knjižnice Kastilije - Manče.
- Zbirka Vojaškega muzeja.
- Dvorana nožev: to je poklon in spomin na tradicijo toledskih izdelovalcev mečev in nožev, ki delo nadaljujejo v Tovarni orožja v Toledo, ki jo je ustanovil Karel III.
- Dvorana strelnega orožja: hrani različno strelno orožje
- Zbirka Romero Ortiz: to je zbirka Ministrstva za pravosodje Španije, Don Antonio Romero Ortiz in zapuščina pehotne akademije.
- Dvorana bitk: tu so zastopana taktična okolja in kraji, kjer so se odvijali najpomembnejši dogodki španske vojske.
- Kripta: kraj, kjer so ostanki braniteljev.
- Dvorana sodobnih uniform.
- Dvorana vojaških redov..
- Razstavna dvorana vsebuje najrazličnejše dokumente, načrte, navodila, itd., ki urejajo gradnjo in nadaljnje rekonstrukcije Alcazarja v času Karla I. [7]

- Heinrich Himmler obišče Alcázar oktobra 1940.
- Notranjost Alcázarja 1901.
- El Alcázar 1887.
- Spomenik zmagi.